# Revs
Revs est un jeu de course de Formule 3 créé par Geoff Crammond en 1984 pour les ordinateurs BBC Micro, Commodore 64 et Acorn Electron.
Le premier jeu de la série se passe sur l'ancien tracé de Silverstone en Angleterre. Le circuit, pour la première fois dans ce genre de jeux, est reconstitué au mètre et au dénivelé près[réf. nécessaire].
Par la suite une extension du jeu permettait de jouer sur plusieurs circuits.
En 1987, le même développeur sort une version évoluée appelée Revs Plus, puis en 1989, Stunt Car Racer.